# Estación de Peares
Peares (en gallego, y oficialmente según Adif, Os Peares) es una estación ferroviaria situada en la localidad de Peares, en el municipio español de La Peroja, en la provincia de Orense. Cuenta con servicios de Media Distancia operados por Renfe.

## Situación ferroviaria
La estación se encuentra en el punto kilométrico 27,873 de la línea férrea de ancho ibérico que une Monforte de Lemos con Redondela a 137 metros de altitud, entre las estaciones de San Pedro del Sil y Barra de Miño. El tramo es de vía única y está electrificado. Para acceder a la estación, y en dirección a Orense es necesario superar el viaducto de Los Peares, un puente de hierro que permite superar el río Sil en el punto en el que se une con el río Miño. 

## Historia
La estación fue inaugurada el 1 de diciembre de 1884 con la aperta del tramo Monforte de Lemos-Orense de la línea que unía Vigo con Monforte de Lemos. Su explotación inicial quedó a cargo de la Compañía del Ferrocarril de Medina a Zamora y de Orense a Vigo. Dicha gestión se mantuvo hasta 1928 cuando fue absorbida por la Compañía Nacional de los Ferrocarriles del Oeste de España, compañía pública creada para gestionar varios trazados, en general deficitarios, del oeste del país. En 1941, Oeste fue unas las empresas que se integró en la recién creada RENFE.
Desde el 31 de diciembre de 2004 Renfe Operadora explota la línea mientras que Adif es la titular de las instalaciones ferroviarias.
Entre noviembre de 2022 y noviembre de 2024 estuvo cortada la circulación entre Orense y Monforte de Lemos debido a las obras de modernización de la línea para la llegada de trenes de alta velocidad. Los servicios de la estación de Peares se realizaban en taxi.

## La estación
El edificio para viajeros, de dos plantas y base rectangular, fue restaurado por el Inorde y la Diputación de Orense en 2010 para reconvertirla en aula del ferrocarril que incluye una exposición permanente sobre la historía del ferrocarril en la provincia de Orense y una biblioteca relacionada con la misma temática. Por su parte los trenes que siguen parando en la estación lo hacen principalmente en la vía que da acceso al andén lateral y central. Otra vía más cumple funciones de apartado y facilita el cruce de trenes en este trazado de vía única.

## Servicios ferroviarios

### Media Distancia
Los trenes de Media Distancia de Renfe cubren el trayecto entre Vigo y Ponferrada en un sentido y entre Ponferrada y Orense en el otro, y tienen una frecuencia de un tren diario por sentido.
| Línea MD | Servicio        | Origen/Destino | Paradas intermedias | Destino/Origen |
| -------- | --------------- | -------------- | --- | -------------- |
| 6        | Regional Exprés | Vigo-Guixar    | Redondela · Porriño · Guillarey · Caldelas · Salvatierra · Las Nieves · Sela · Arbo · Pousa-Creciente · Frieira · Filgueira · Ribadavia · Orense · Barra de Miño · Peares · San Pedro del Sil · San Esteban del Sil · Areas · Canabal · Monforte de Lemos · Puebla de Brollón · San Clodio-Quiroga · Montefurado · La Rúa-Petín · Villamartín de Valdeorras · El Barco de Valdeorras · Sobradelo · Quereño · Covas · Toral de los Vados · Villadepalos | Ponferrada     |
| 6        | Regional Exprés | Ponferrada     | Villadepalos · Toral de los Vados · Covas · Quereño · Sobradelo · El Barco de Valdeorras · Villamartín de Valdeorras · La Rúa-Petín · Montefurado · San Clodio-Quiroga · Monforte de Lemos · Canabal · Areas · San Esteban del Sil · San Pedro del Sil · Peares · Barra de Miño | Orense         |

## Fotografías

Fotografías de Os Peares
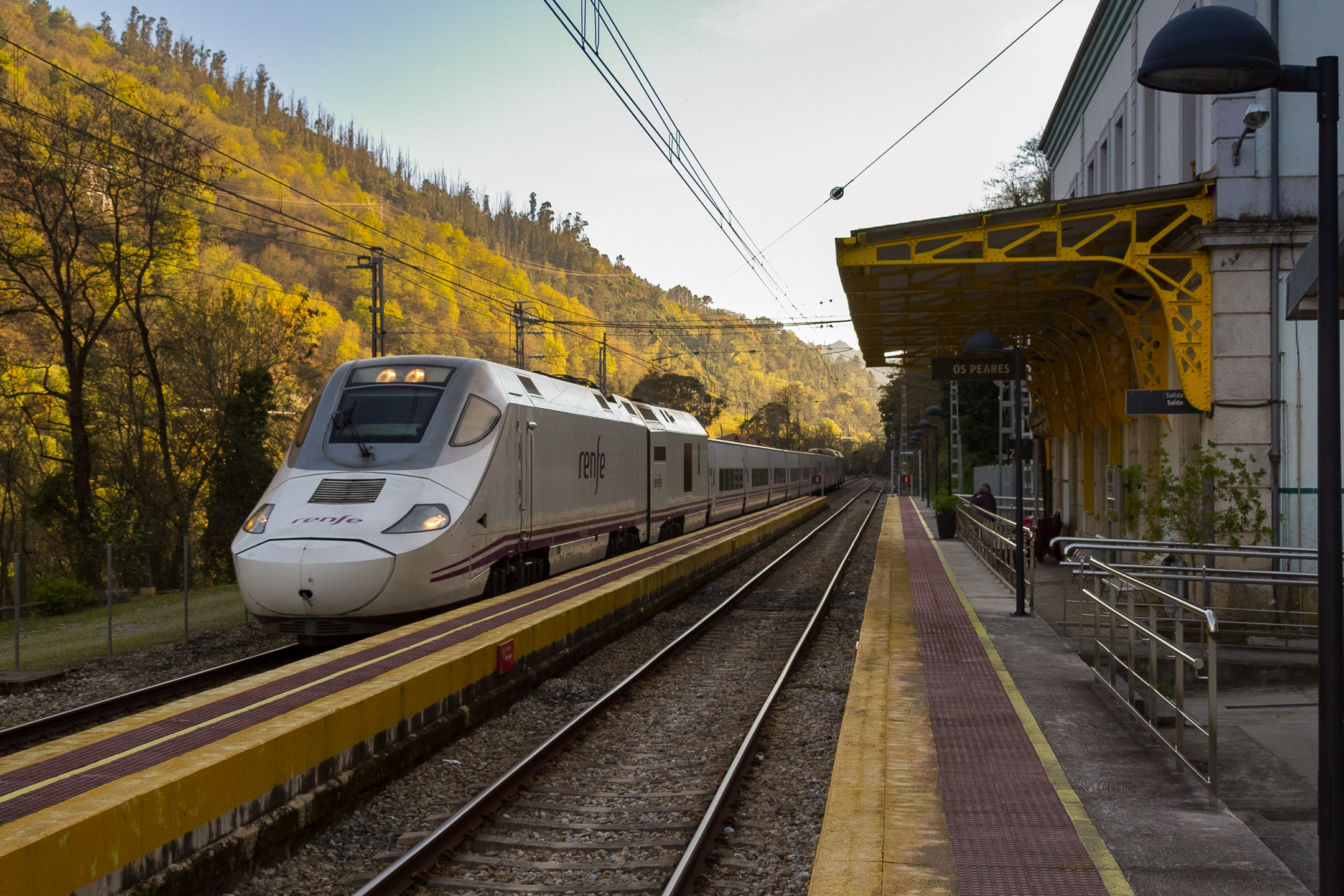
S730 pasando por Os Peares
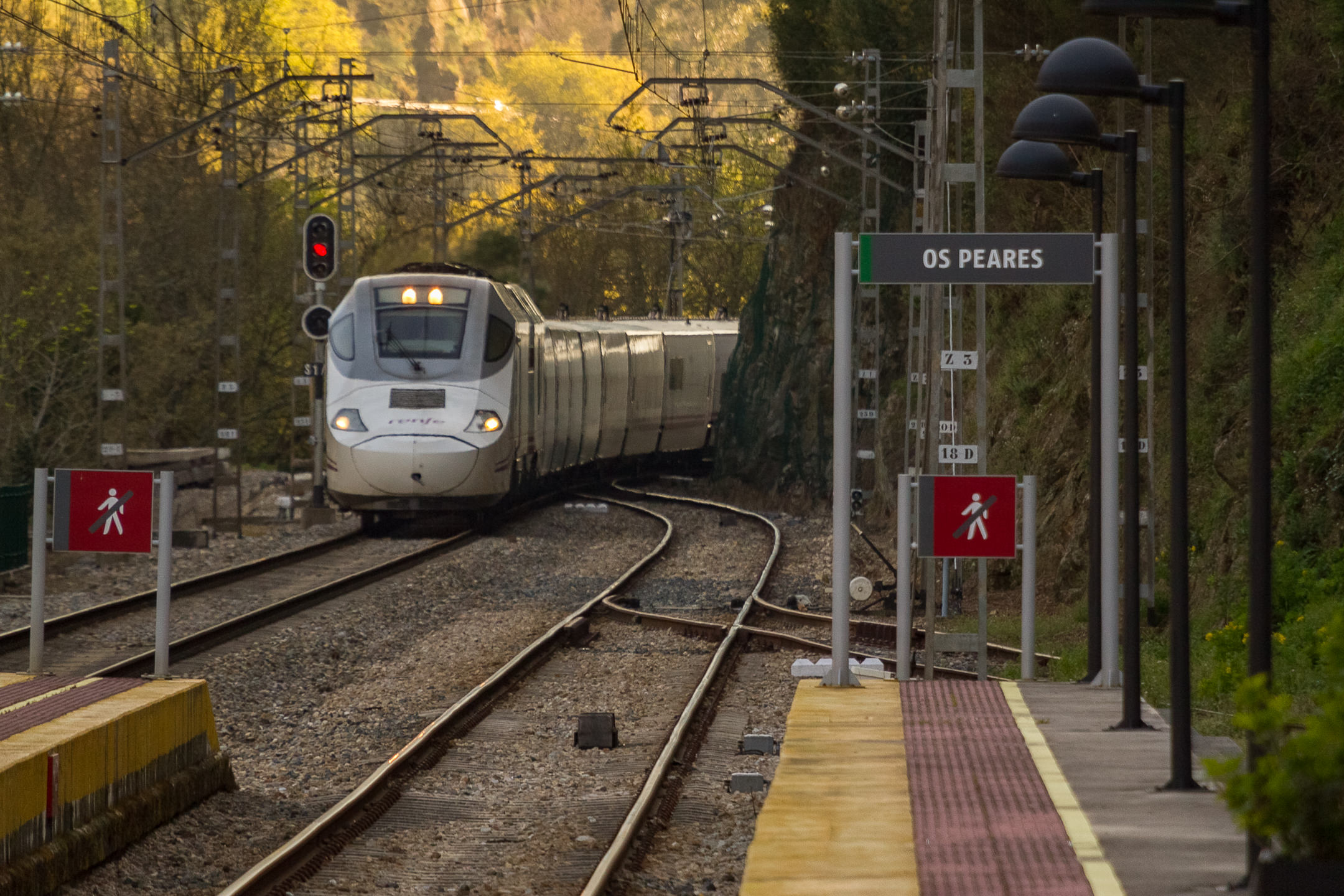
Alvia 730 pasando os Peares
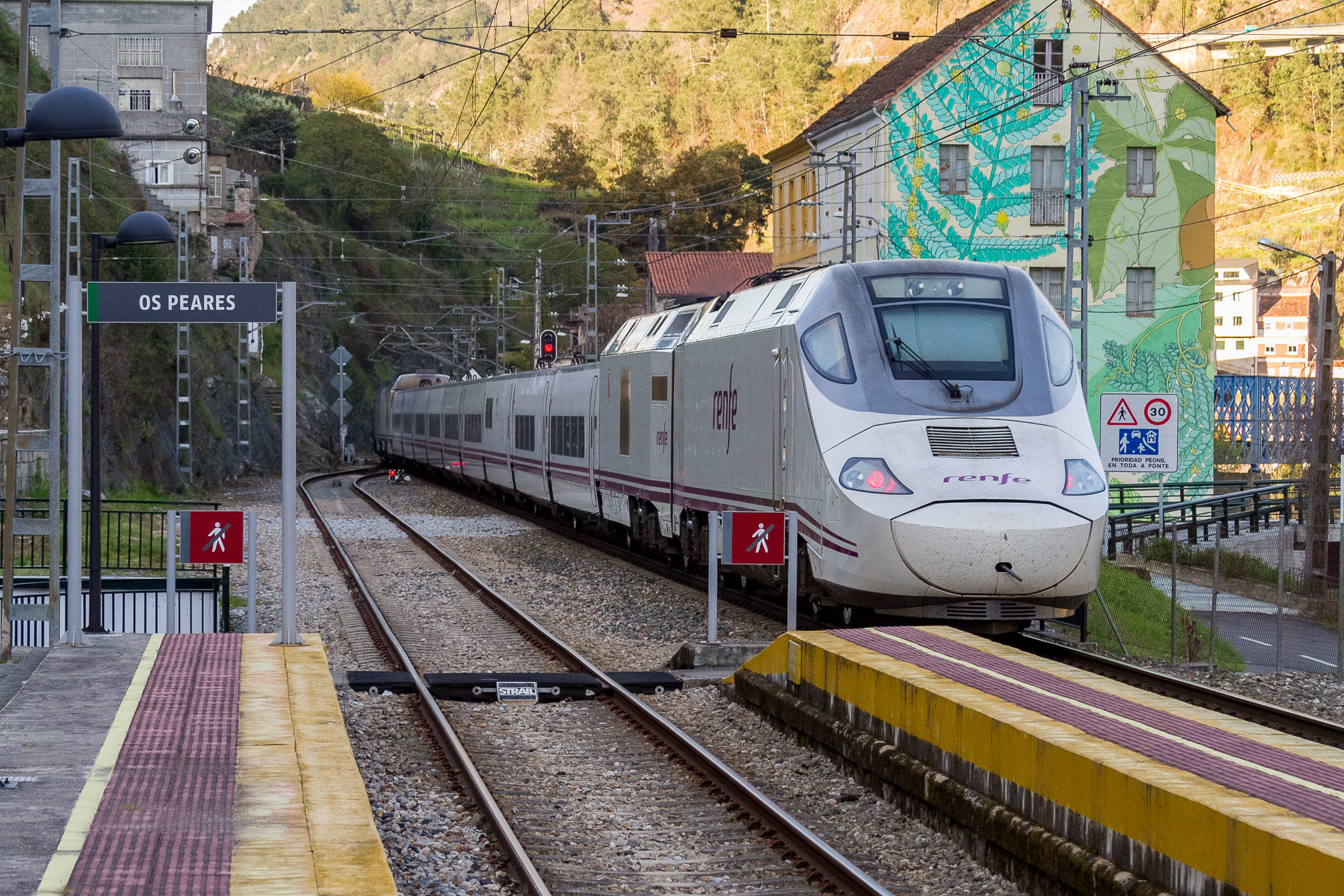
Alvia 730 pasando os Peares
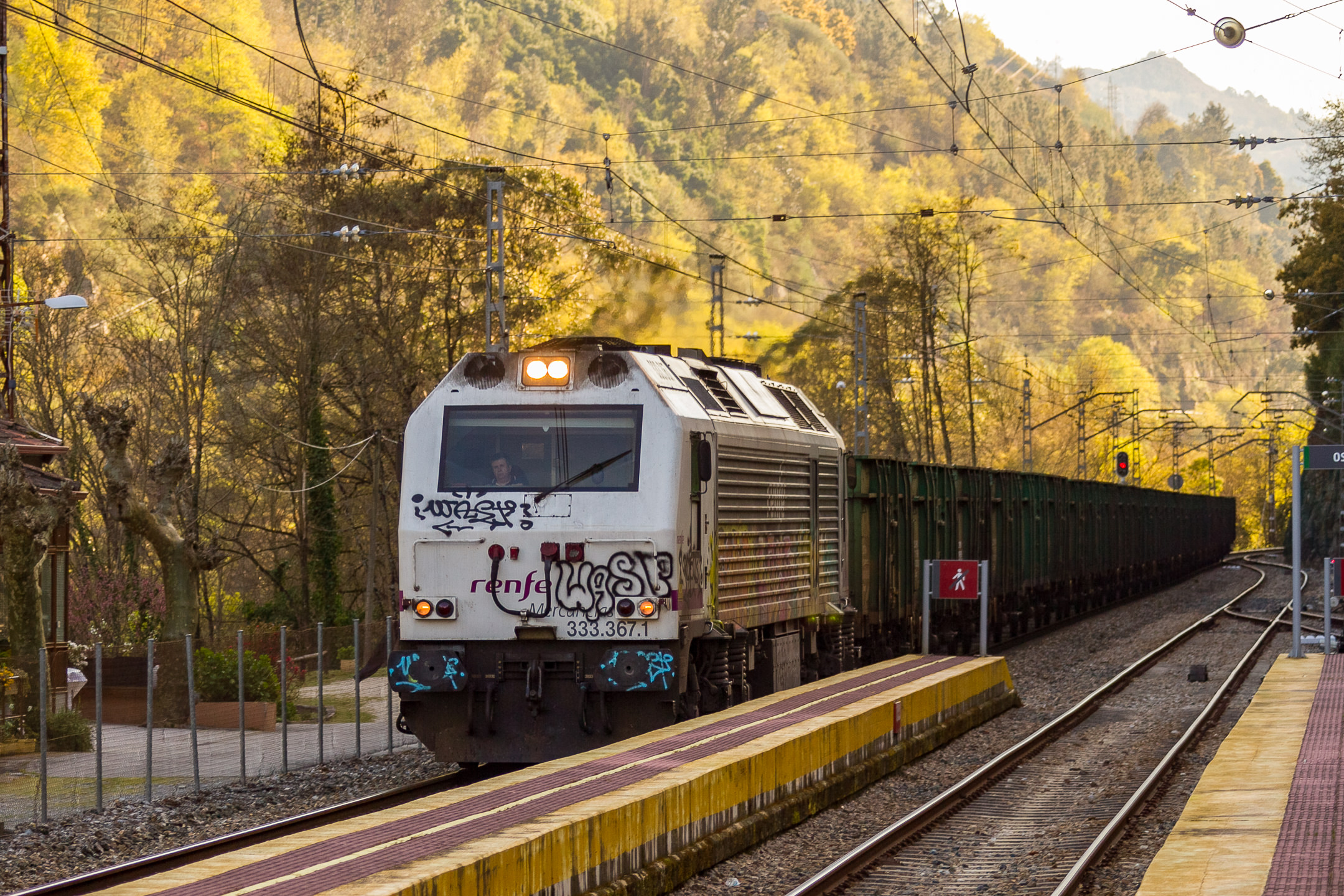
Renfe 333 de Mercancías pasando por Os Peares
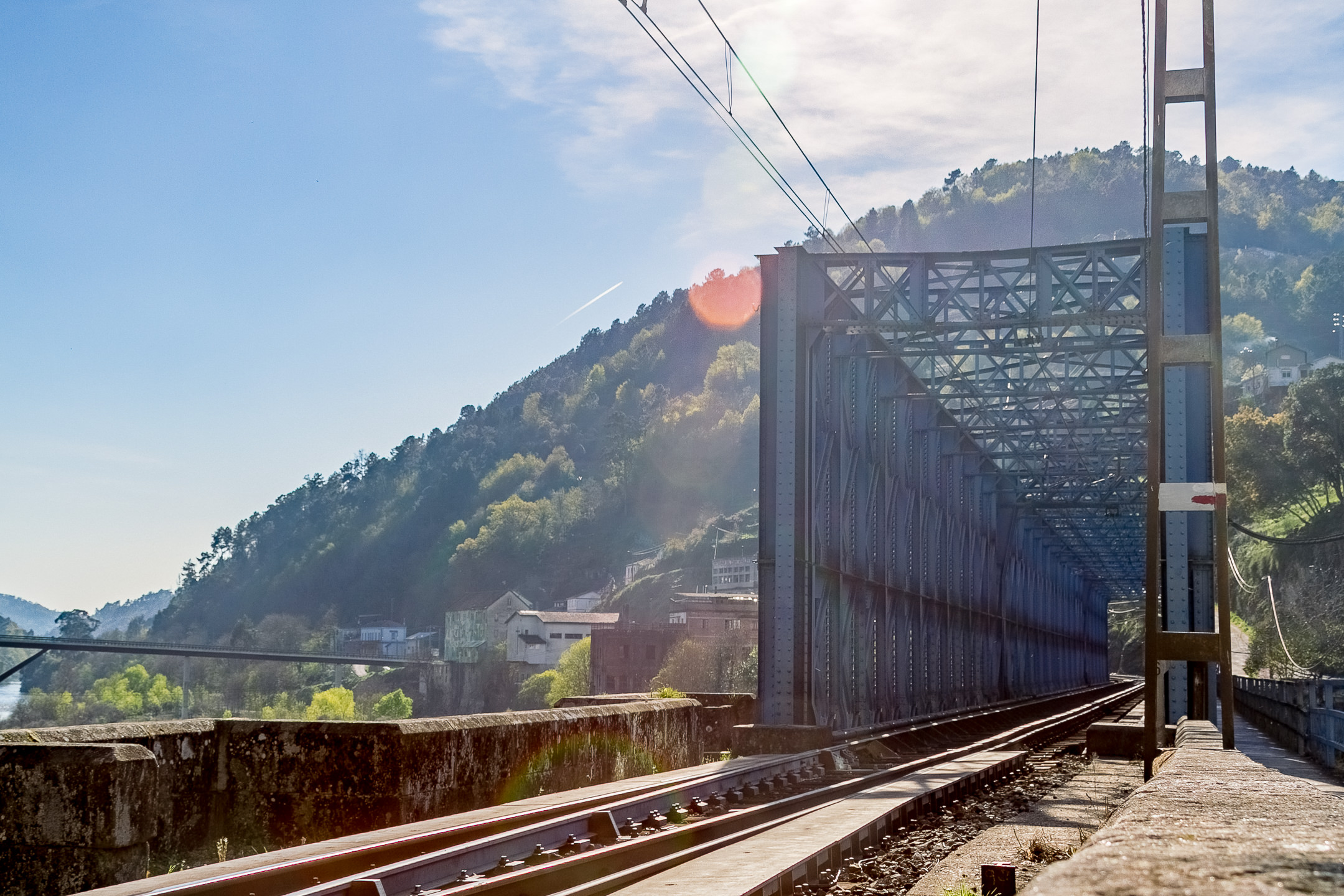
Puente de FFCC de Os Peares
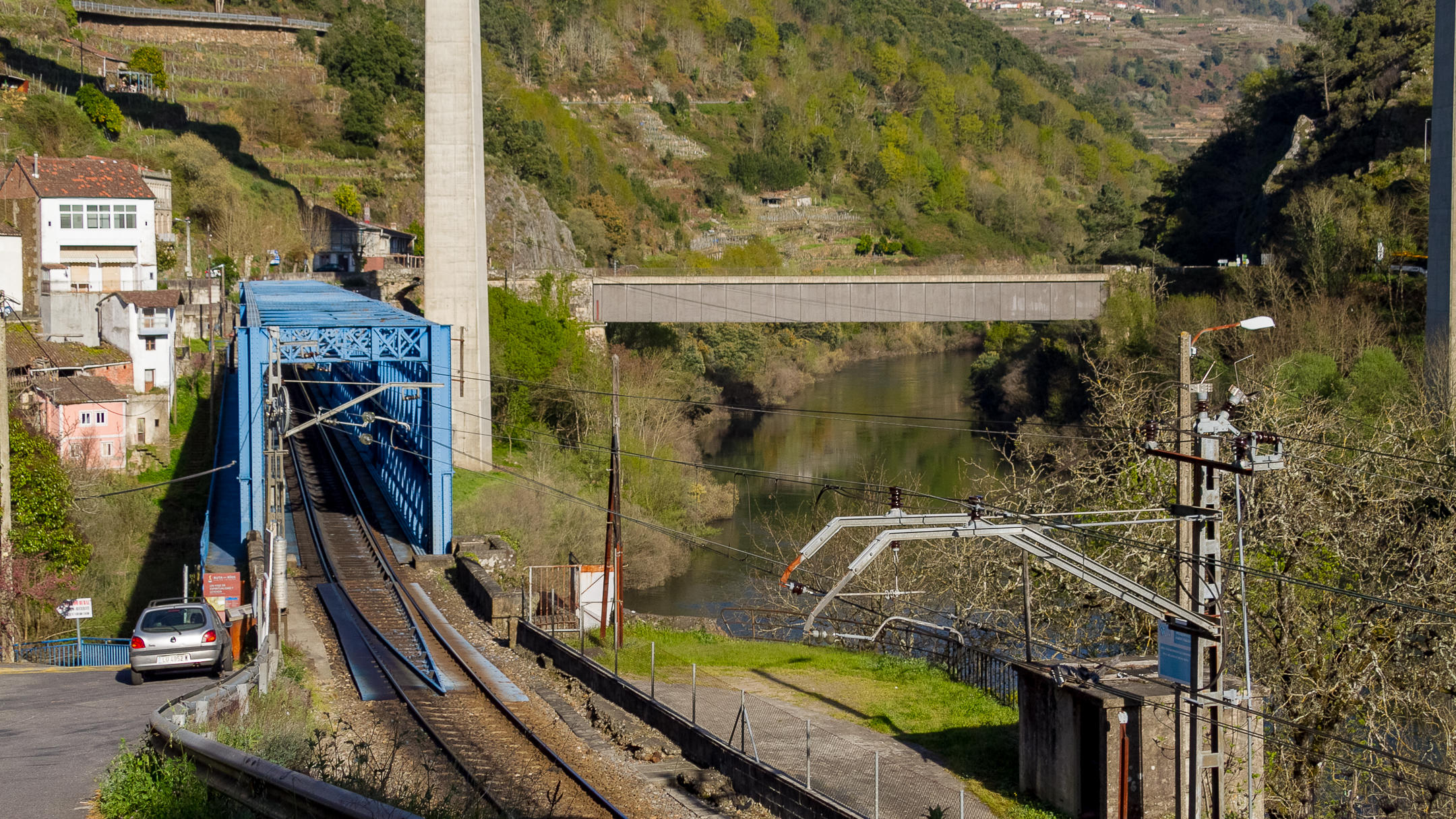
Puente de FFCC de Os Peares
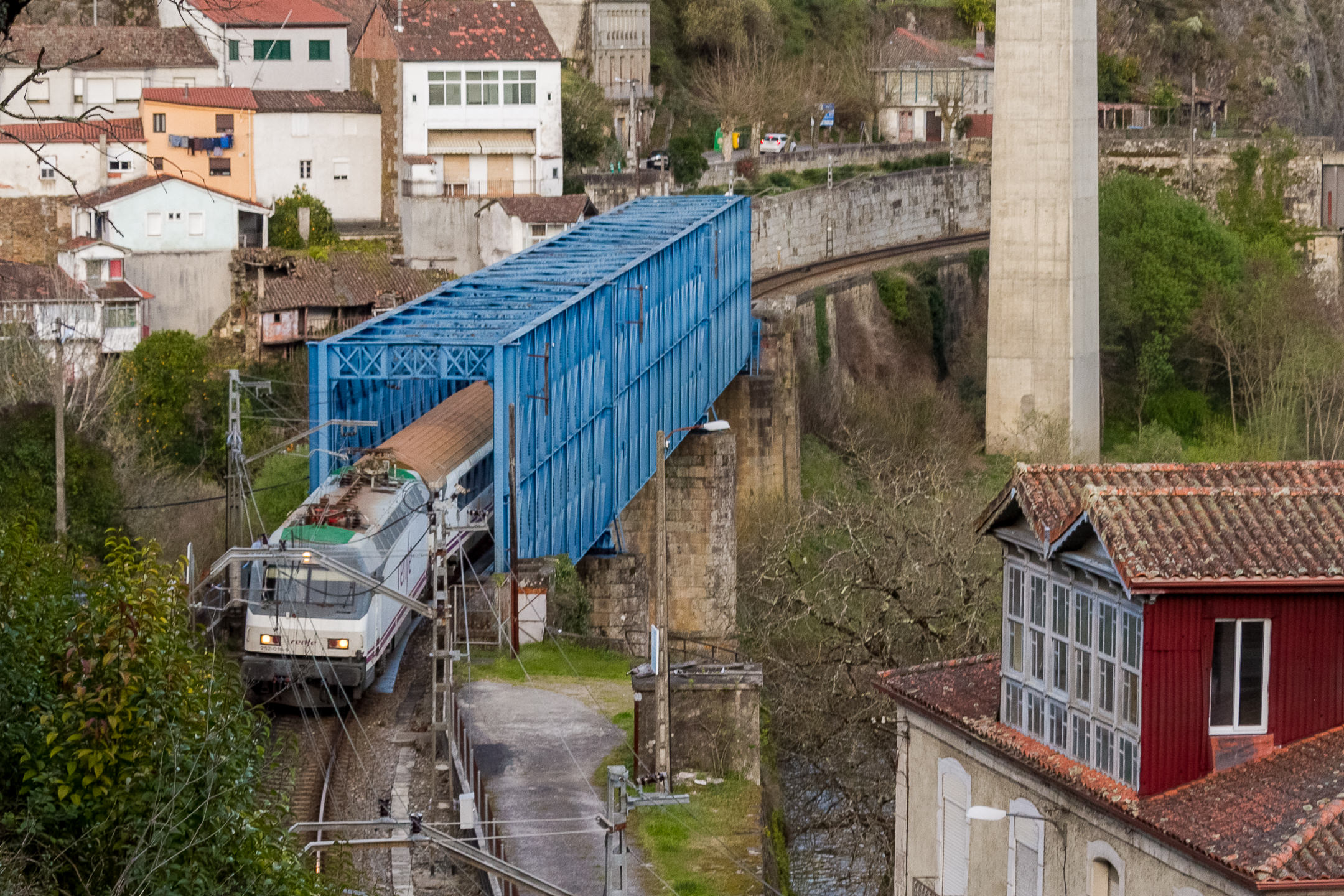
Expreso Irún - Vigo en Os Peares
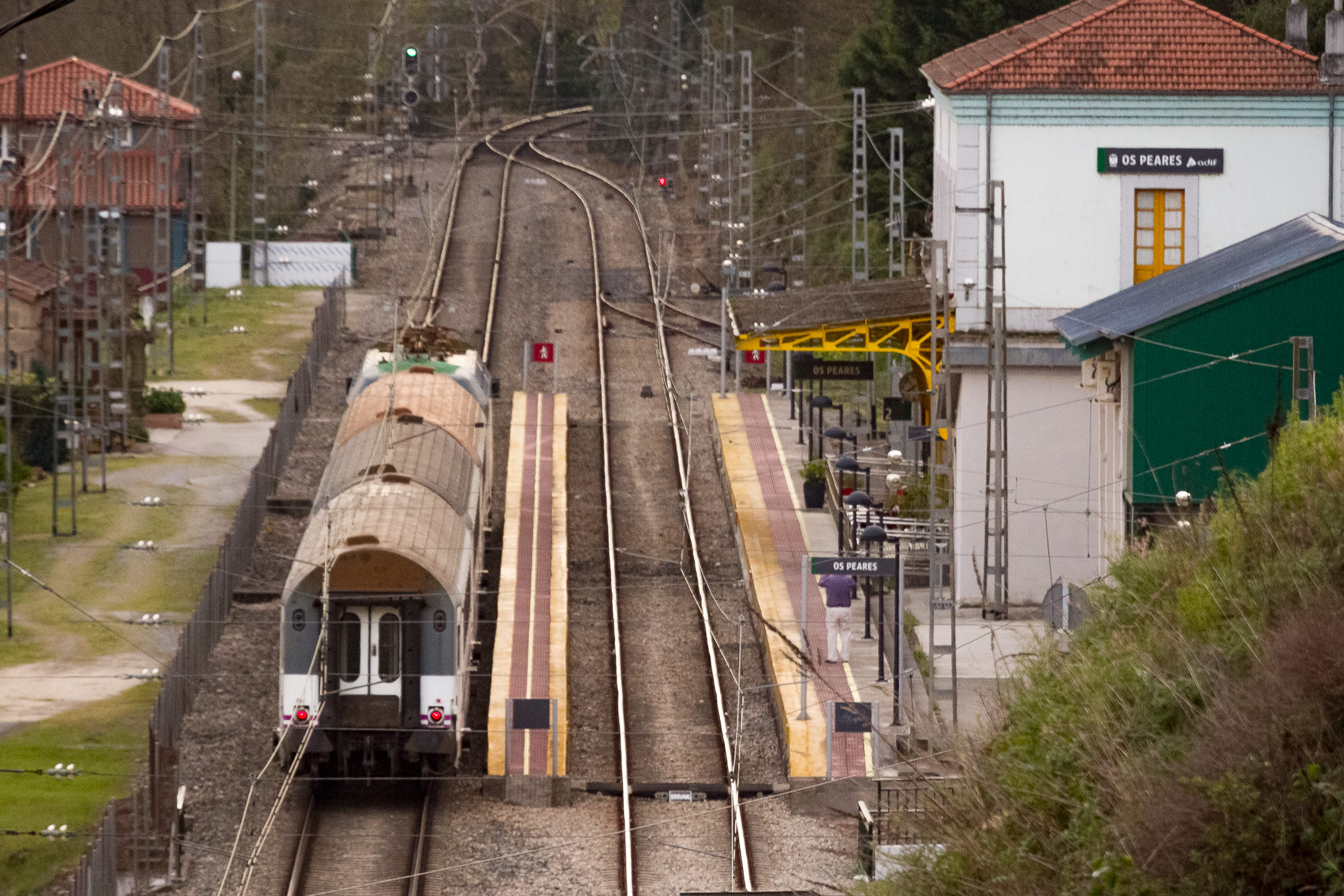
Expreso Irún - Vigo pasando en Os Peares
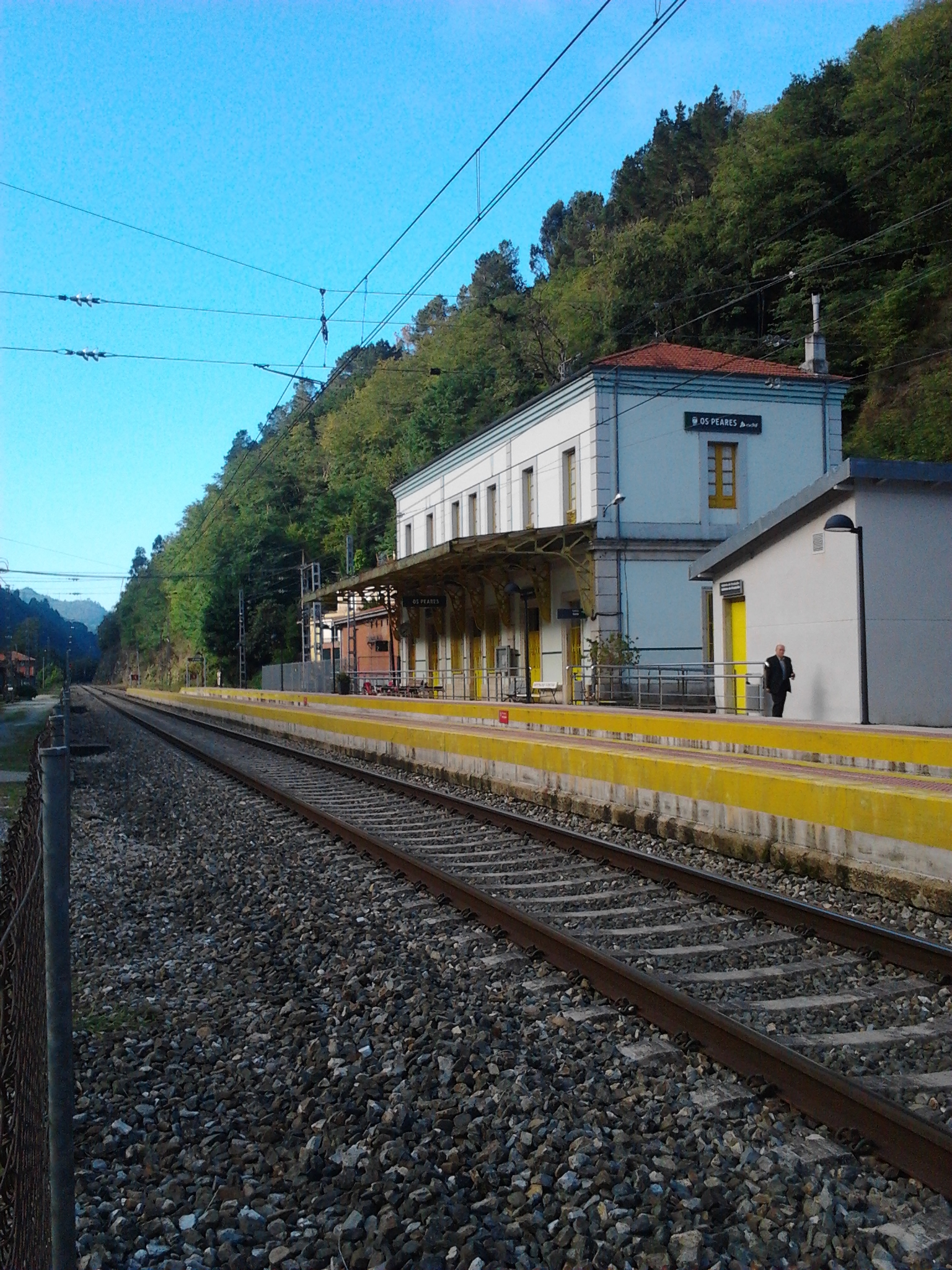
Vista de la estación de Os Peares